# Capnocytophaga
Die Capnocytophaga sind eine Gattung von Bakterien. Sie zählt zu der Familie der Flavobacteriaceae. Die Typart ist Capnocytophaga ochracea.

## Erscheinungsbild
Die Zellen sind kurz oder lang und fusiform geformt, d. h., sie sind lanzett- oder spindelförmig und besitzen zugespitzte Enden. Auch stäbchenförmige Zellen treten auf. Die Zellen können auch gelegentlich schraubig gewunden auftreten. Der Durchmesser liegt im Bereich von 0,42 bis 0,6 µm, die Länge liegt zwischen 2,5 und 5,7 µm. Es können auch Filamente gebildet werden, also zusammenhängende, längliche einzelne Zellen. Die Zellen können pleomorph sein. Der Gram-Test ist negativ, es handelt sich um gramnegative Bakterien. Die Bewegung erfolgt gleitend. Die optimale Wachstumstemperatur liegt zwischen 35 und 37 °C.

## Wachstum und Stoffwechsel
Die Gattung Capnocytophaga ist fakultativ anaerob. Die Arten sind also in der Lage unter Sauerstoffausschluss zu wachsen, tolerieren aber auch Sauerstoff und zeigen somit auch in Gegenwart von Sauerstoff Wachstum. Sie sind capnophil („kohlendioxid-liebend“), für das Wachstum in Luft (also aerobes Wachstum) benötigen sie einen CO₂-Gehalt von 5 %. Capnocytophaga ist chemo-organotroph, der Stoffwechseltyp ist die Fermentation. Kohlenhydrate werden fermentiert; wird Glucose genutzt, entstehen als Endprodukte hauptsächlich Acetat und Succinat. Einiges deutet darauf hin, dass Capnocytophaga auch in der Lage ist, durch Atmung mit Sauerstoff als finalen Elektronenakzeptor zu wachsen (Stand 2014). So wurden z. B. bei der Art C. ochracea verschiedene Enzyme, wie z. B. Cytochrome und an der Atmung beteiligten Dehydrogenasen gefunden. Des Weiteren ist in der Gegenwart von Sauerstoff und Glucose als verfügbaren Nährstoff die Wachstumsgeschwindigkeit von C. gingivalis  ähnlich wie die durch Atmung wachsenden Bakterien. Genetische Untersuchungen bei C. ochracea und C. canimorus zeigten Gene, die für verschiedene Atmungsenzyme zuständig sind. Von daher ist es sehr wahrscheinlich, das die Arten von Capnocytophaga in der Lage sind, durch Atmung von Sauerstoff wie auch durch Fermentation Energie zu gewinnen.

## Systematik
Es folgt eine Liste einiger Arten:
- Capnocytophaga canimorsus Brenner et al. 1990
- Capnocytophaga canis Renzi et al. 2016
- Capnocytophaga cynodegmi Brenner et al. 1990
- Capnocytophaga gingivalis  Leadbetter et al. 1982 emend. London et al. 1985
- Capnocytophaga granulosa Yamamoto et al. 1994
- Capnocytophaga haemolytica Yamamoto et al. 1994
- Capnocytophaga leadbetteri Frandsen et al. 2008
- Capnocytophaga ochracea (Prévot et al. 1956) Leadbetter et al. 1982
- Capnocytophaga sputigena Leadbetter et al. 1982

## Ökologie
Die Arten Capnocytophaga gingivalis, C. ochracea, C. sputigena, C. granulosa und C. haemolytica kommen in der Mundflora des Menschen vor, Capnocytophaga canimorsus und C. cynodegmi in der Mundflora von Hunden und Katzen. 

## Pathogenität
Die Pathogenität für Menschen ist unsicher, jedoch wurden bereits Fälle, bei denen auch Arten von Capnocytophaga beteiligt waren, beschrieben.
So starb z. B. 2022 die Schauspielerin Charlbi Dean mit 32 Jahren an einer durch Capnocytophaga verursachten bakteriellen Sepsis.